# Paravima
Paravima – rodzaj kosarzy z podrzędu Laniatores i rodziny Agoristenidae. Gatunkiem typowym jest Paravima goodnightorum.

## Występowanie
Przedstawiciele rodzaju występują w Wenezueli.

## Systematyka
Opisano dotychczas 5 gatunków należące do tego rodzaju:
- Paravima goodnightorum Caporiacco, 1951 (= syn. Paravima flumencaurimarensis González-Sponga, 1987)
- Paravima locumida González-Sponga, 1987
- Paravima lokura García & Villarreal, 2023
- Paravima magistri García & Villarreal, 2023
- Paravima morritomacairensis González-Sponga, 1987
- Paravima plana (Goodnight & Goodnight, 1949)
- Paravima propespelunca González-Sponga, 1987 (= syn. Paravima acanthoconus Villarreal & DoNascimiento, 2005)
- Paravima quirozi (González-Sponga, 1981)
- Paravima totoro García & Villarreal, 2023